# Kaposszekcső
Kaposszekcső je vas na Madžarskem, ki upravno spada pod podregijo Dombóvári Županije Tolna.